# Paraliparis piceus
Paraliparis piceus és una espècie de peix pertanyent a la família (biologia)|família dels lipàrids. Fa 14,9 cm de llargària màxima. Té seixanta-sis vèrtebres. Té la boca i la llengua de color gris. És bentònic. És un peix marí i batidemersal que viu entre 1.384 i 1.416 m de fondària al talús continental. Es troba a l'Índic oriental: la costa occidental de Tasmània (Austràlia). És inofensiu per als humans.